# Pristoceuthophilus arizonae
Pristoceuthophilus arizonae is een rechtvleugelig insect uit de familie grottensprinkhanen (Rhaphidophoridae). De wetenschappelijke naam van deze soort is voor het eerst geldig gepubliceerd in 1935 door Hebard.